# Црква Светог Теодора Тирона у Доњој Битињи
Црква Светог Теодора Тирона у Доњој Битињи (општина Штрпце, Косово и Метохија) је подигнута током 16. века и представља споменик културе од изузетног значаја.

## Изглед
Гробљанска црква Светог Теодора Тирона у Доњој Битињи скромна је грађевина једнобродног, полуобличасто засведеног наоса и са споља тространом, изнутра полуобличастом апсидом. На јужном зиду наоса је мањи правоугаони прозор изнад кога је велика, степенасто профилисана и лучно завршена ниша. На апсиди је још један мали узак отвор, готово као пушкарница. За градњу је коришћен слој од сиге, речног камена и малтера. Није малтерисана. Корпус је сачувао аутентичност осим кровног покривача који је замењен фалцованим црепом. У наос цркве улази се за два степеника дубине. Врата су од дрвета са вертикалним тордираним стубићем на средини. Изнад је лучна ниша, шира од улазног отвора. Десно и лево од врата је камени банак. Под је поплочан каменом. Ниво пода испред олтарског простора је уздигнут, са солеом. У олтарском прозору су три нише. На уобичајени начин бочне су усечене у зид.
Од живописа, који је настао шездесетих година 16. века, сачувани су само фрагменти на западном зиду и у олтарском простору, програмски сведени и типични за доба у којем су настали (тако су, на пример, као пандан св. Константину и Јелени уз улаз насликани најпоштованији локални светитељи Симеон и Сава). Просечног квалитета у сликарској продукцији тога доба, ограничене палете и са извесним грубостима у цртежу, фреске су дело сеоског мајстора којем се, ипак, не може оспорити експресивни израз. На западном зиду је фреска Успења Богородице у горњој зони. На подужним зидовима сачувани су само фрагменти сликане ђаконске одоре. У олтарском делу сачуване су сцене у ђаконикону и проскомидији – Св. Стефан и Св. Роман, Поклоњење Агнецу и Богородица Шира од небеса у олтарској апсиди. Делови Благовести су у другој зони и фрагменти Вазнесења у трећој зони источног зида.
Конструкција иконостаса је израђена од липовог дрвета, а иконе су поређане без иконографског реда и највећим делом су репродукције каширане на дрво или урамљене и стављене под стакло. На конструкцију иконостаса, са царским дверима на којима су као на улазним вратима тордирани стубићи, окачене су појединачне иконе: Визија пророка Илије са запрегом црвених и белих коња (темпера на дрвету, 60 x 91,5 x 3 cm, са ктиторским натписом из 1635. – 37. године) која би, по димензијама, могла бити престона, апостоли Петар и Павле, Св. Никола, Св. Арханђел Михајило на коњу са књигом и трубом у рукама, Св. Сава Првоосвећени, Смоленска Богородица, Свети Сава Српски и Распеће.

Конак је квадратне основе, зидан тако да је једном страном уклопљен у конструкцију каменом зидане ограде. Градња је изведена у комбинацији камена, дрвених талпи и блата. Кров на четири воде има истакнуту надстрешницу коју носе дрвене греде, видљиве као конзоле. Као покривач крова, сачуван је стари цреп. У ентеријеру је зидани банак, подзидани оџак и под од земље.
- Поглед са истока
- Портал
- Фреска у олтарском простору
- Олтарска апсида
- Благовести